# ABCカップ争奪 阪神vs近鉄定期戦
ABCカップ争奪 阪神vs近鉄定期戦（エービーシーカップそうだつ はんしんバーサスたいきんてつていきせん）は、1990年から2004年まで行われたプロ野球オープン戦のタイトルである。
このシリーズは、朝日放送の創立40周年を記念して発足したもので、同局がプロ野球中継で特に力を入れている（球団の親会社が株主でもある）阪神タイガースと近鉄バファローズの2チームが公式戦開幕前に対戦し、10月の日本シリーズでの対戦への期待と、関西野球界の発展を目指して3月下旬に行われた。
1990年は大阪スタヂアム（当時近鉄の準本拠地）、1991年から1996年までは藤井寺球場、1998年以後は大阪ドームで行われた。当時は近鉄主催で2試合を開催（阪神は甲子園が選抜高校野球のため使用できず、ホームゲームができなかった）したが、その後大阪ドームが阪神の準本拠地としても使用していることから、2日間のうちの1試合を阪神主催の同じ組み合わせによるオープン戦が行われるようになったため、近鉄主催によるABCカップとしての開催は1試合のみとなった。
近鉄のオリックス・ブルーウェーブとの合併により、2004年を最後に廃止された。
なお、1997年だけは大阪ドーム開場記念として開かれた「コナミプロ野球12球団トーナメント」開催（朝日放送主催）のため、この大会は行わなかった。
また、阪神と在阪パ・リーグ球団の定期戦はこれ以外にも行われており、阪急ブレーブスとの対戦がNHK大阪放送局の冠協賛で「BK旗阪神対阪急定期戦」、オリックス・ブルーウェーブとの対戦が関西テレビの冠協賛で「KTVカップ」として行われていたが全て廃止された。